# Benedek Jancsó
Benedek Jancsó Nagynyjtódi (Ghelința; 19 de noviembre de 1854-Budapest; 27 de junio de 1930) fue un profesor y publicista húngaro, miembro corresponsal de la Academia Húngara de Ciencias. Aparte de organizar y difundir, la red de escuelas estatales y eclesiásticas de educación gratuita, con una parte muy importante de su actividad profesional dedicada a sus obras sobre historia política y étnica.

## Carrera
Estudió en las escuelas primarias de Csíksomlyó y Cluj-Napoca, luego completó su educación superior en las universidades de Cluj-Napoca y Viena, y finalmente obtuvo su doctorado en 1878 en Cluj-Napoca. En el período 1880-1887 fue maestro de escuela en Pancevo, los años 1878-1880 en Budapest, para terminar trasladándose a Arad. Entre 1887 y 1892 enseñó en una escuela secundaria pública estatal, el Toldy Ferenc Gimnázium y luego realizó una gira de medio año por Rumania para estudiar la situación educativa y de alfabetización en ese país. A su regreso, a partir de 1893 ejerció como maestro en el Petőfi Sándor Gimnázium, ocupando el cargo de director de la escuela en el curso escolar 1893/1894. Interrumpió la docencia por un corto tiempo en 1895, bajo el gobierno de Bánffy y se convirtió en funcionario del Departamento de Asuntos Nacionales de la Oficina del Primer Ministro, hasta 1899, pero volvió a enseñar a partir de 1897, esta vez en el Kölcsey Ferenc Gimnázium.
En 1907, abandonó definitivamente la docencia, se dedicó al desarrollo de la educación y se convirtió en funcionario del Ministerio de Religión y Educación Pública. A partir de 1908 se le confió la administración de la educación gratuita y en  el período 1911-1919 fue vicepresidente ejecutivo del Consejo Nacional de Educación Libre organizado por él mismo. Mientras tanto, en 1917-1918, fue el conferenciante nacionalista en el comando militar austrohúngaro en Bucarest. A partir de 1922 fue nombrado profesor público honorario de la Universidad Ferenc József de Szeged.

## Obra
Como profesor, fue un militante defensor y organizador de la educación gratuita en idioma húngaro fuera de las escuelas estatales y religiosas, de la educación de adultos en academias folclóricas y cursos universitarios folclóricos, promoviendo conferencias de educación popular. Es conocido como editor fundador de revistas pedagógicas, de teoría educativa y de política educativa como la Secondary School Review (1882–1887 con Károly Antolik y Lajos Spitkó ) y la Universal Review of Public Education (1889–1893 con Dénes Balássy ). En 1888 editó la Galería de Lectura de Estudiantes de Budapest con Gábor Boros.
Como historiador, se preocupó por las cuestiones nacionales en la cuenca de los Cárpatos y por la política de minorías en Hungría desde la década de 1890. Se formó como experto especialmente en la historia de la población y los movimientos político-ideológicos de la minoría rumana en Hungría (Transilvania) (por ejemplo, la teoría dacoranista, el irredentismo rumano, la idea de la Gran Rumanía), y la mayoría de sus publicaciones en Budapest News o Magyar Szemle o en volúmenes independientes también giraron en torno a este tema. En ellos, advirtió en general sobre las posibles consecuencias de las aspiraciones de los rumanos de Transilvania. En la década de 1890 participó en el trabajo editorial de la publicación Monograph of the County of Arad and the Free Royal City of Arad, cuyos capítulos etnográficos escribió él mismo.
Al comienzo de su carrera, también se interesó por cuestiones de historia literaria y lingüística, y se publicaron varias de sus publicaciones sobre estos temas (p. ej. Albert Szenczi Molnár, Ferenc Kölcsey, Gábor Fábián y Sándor Petőfi ).

## Reconocimientos
El 4 de mayo de 1916, fue elegido miembro correspondiente de la Academia de Ciencias de Hungría, así como presidente del Consejo Nacional de Szekler , director de la Asociación de Ciencias Sociales de Hungría y, desde 1916, miembro honorario de la Sociedad Pedagógica de Hungría. Desde 1905 hasta su muerte, fue vicepresidente de la Asociación Nacional de Maestros de Escuelas Secundarias.

## Libros[3]
- Albert Szenczi Molnár : un estudio de la historia del lenguaje y la literatura, Cluj-Napoca, 1878.
- Estudios de la historia de la lingüística húngara en el siglo XVI. y XVII. siglo, Budapest, 1880.
- La vida y obra de Ferencz Kölcsey, Budapest, 1885.
- La vida y obra literaria de Gábor Fábián, Arad, 1885.
- Daco romanismo y política cultural húngara, Budapest, 1893.
- Reforma de nuestras escuelas secundarias, Budapest, 1891.
- Estudios políticos e históricos rumanos, Budapest, 1894.
- Nuestra Guerra de Independencia y las aspiraciones de Domanian, Budapest, 1895.
- La política de nacionalidad de Dezső Bánffy, Budapest, 1895.
- Historia y estado actual de las aspiraciones nacionales rumanas, I - II. vol., Budapest, 1896–1899. archive.org
- La situación del campesinado rumano, Budapest, 1901.
- Transilvania y las grandes aspiraciones romanas, Budapest, 1918.
- Defensio nationis Hungaricae. Una apelación al tribunal del público científico imparcial de la humanidad. Budapest, 1920. En línea
- Los Szeklers , Budapest, 1921.
- La cuestión de Transilvania, Londres-Nueva York-Budapest, 1921. (Con József Ajtay y Alajos Kovács . ) En línea
- Hungría y Rumania, Londres-Nueva York-Budapest, 1921. En línea
- Historia de los movimientos irredentistas rumanos, Budapest, 1922.
- Historia de Transilvania, Cluj-Napoca, 1923. (Alias Ladihay Vince. )
- La educación pública de los húngaros separados, Budapest, 1927.